# Rocca Imperiale
Rocca Imperiale ist eine italienische Gemeinde (comune) mit 3165 Einwohnern (Stand 31. Dezember 2023) in der Provinz Cosenza in Kalabrien.

## Lage und Daten
Rocca Imperiale liegt etwa 124 km nördlich von Cosenza. Die Gemeinde gehört zu der Region Kalabrien, welche im Norden an die Region Basilicata grenzt. Die Nachbargemeinden sind Canna, Montegiordano und Nova Siri (MT).

## Sehenswürdigkeiten
Im historischen Ortskern von Rocca Imperiale steht die Ruine des Kastells aus dem 13. Jahrhundert, das der Staufer Kaiser Friedrich II erbauen ließ. Diese Burg wurde in der Zeit vom 15. bis zum 17. Jahrhundert mehrfach erweitert und umgebaut. Seit einigen Jahren sind Bemühungen im Gange, mit Hilfe von EU-Geldern Restaurierungsarbeiten durchzuführen.
Rocca Imperiale Marina liegt näher am Meer (200–300 Meter vom Meer entfernt, der historische Teil ca. 4 km), an der Küste des Ionischen Meeres. Der Strand ist rund 7 km lang. Entlang des Lungo-Mare finden sich vorwiegend Stein/-Kieselstrände, welche zwischendurch durch Sandstrände (Richtung Campingplatz) unterbrochen werden. Wie praktisch jede Ortschaft, verfügt auch Rocca Imperiale Marina nebst einer Piazza im Zentrum über einen 'Lungo-Mare', eine Promenade. Im Sommer finden diverse Konzerte in Rocca Imperiale oder Rocca Imperiale Marina statt.
Paese dei limoni... (Land/Gemeinde der Zitronen). Auch heute noch finden sich zahlreiche Zitronenbäume/-plantagen an diesem schönen Ort. Dort wo das neue Rocca Imperiale mit dem Zusatz Marina (für Meer) entstanden ist, wuchs früher ein Großteil dieser Frucht. Man kann dem beschilderten Weg der Zitronen folgen. Nicht nur Zitronen wachsen in dieser Region ausgezeichnet. Orangen- und Mandarinenbäume, Olivenhaine, Gemüse und Weintrauben, aus welchen vor allem in der Nähe (Nova Siri) leichte und fruchtreiche Weine hergestellt werden. Die Vielfalt der Produkte und die Nähe zum Meer spiegeln sich in der reichhaltigen, abwechslungsreichen, leichten Küche der Region wider.
In Rocca Imperiale Marina steht auch das 'magazzino', das im 18. Jahrhundert (1731) im Auftrag von Herzog Fabio Crivelli erbaut wurde. Es diente nicht nur als Lager, sondern auch als Markt, ist aber heutzutage nicht frei zugänglich. Man kann die Kunst des Handwerks auch an der zum Teil eingestürzten, aufwändigen Dachkonstruktion (Gebälk) erkennen. In unmittelbarer Nähe steht ein eindrucksvoller quadratischer Wachtturm aus dem 16. Jahrhundert. Die beiden Bauten belegen die Wichtigkeit von Rocca Imperiale im Bereich Handel und als strategische Örtlichkeit.

## Söhne und Töchter der Kommune
- Toni Donadio (* 1956), Musiker

## Bildergalerie

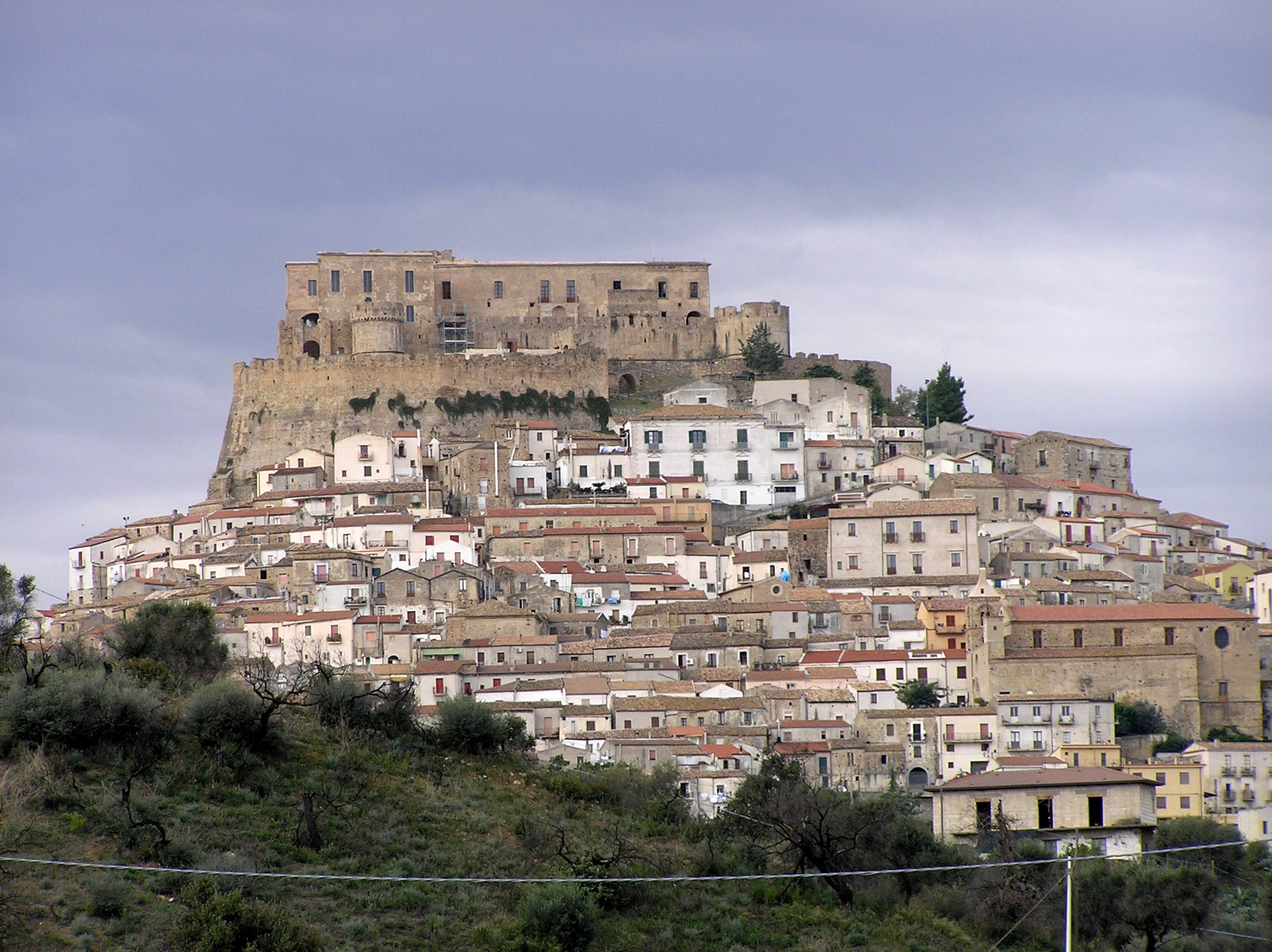
Die Burg Rocca Imperiale
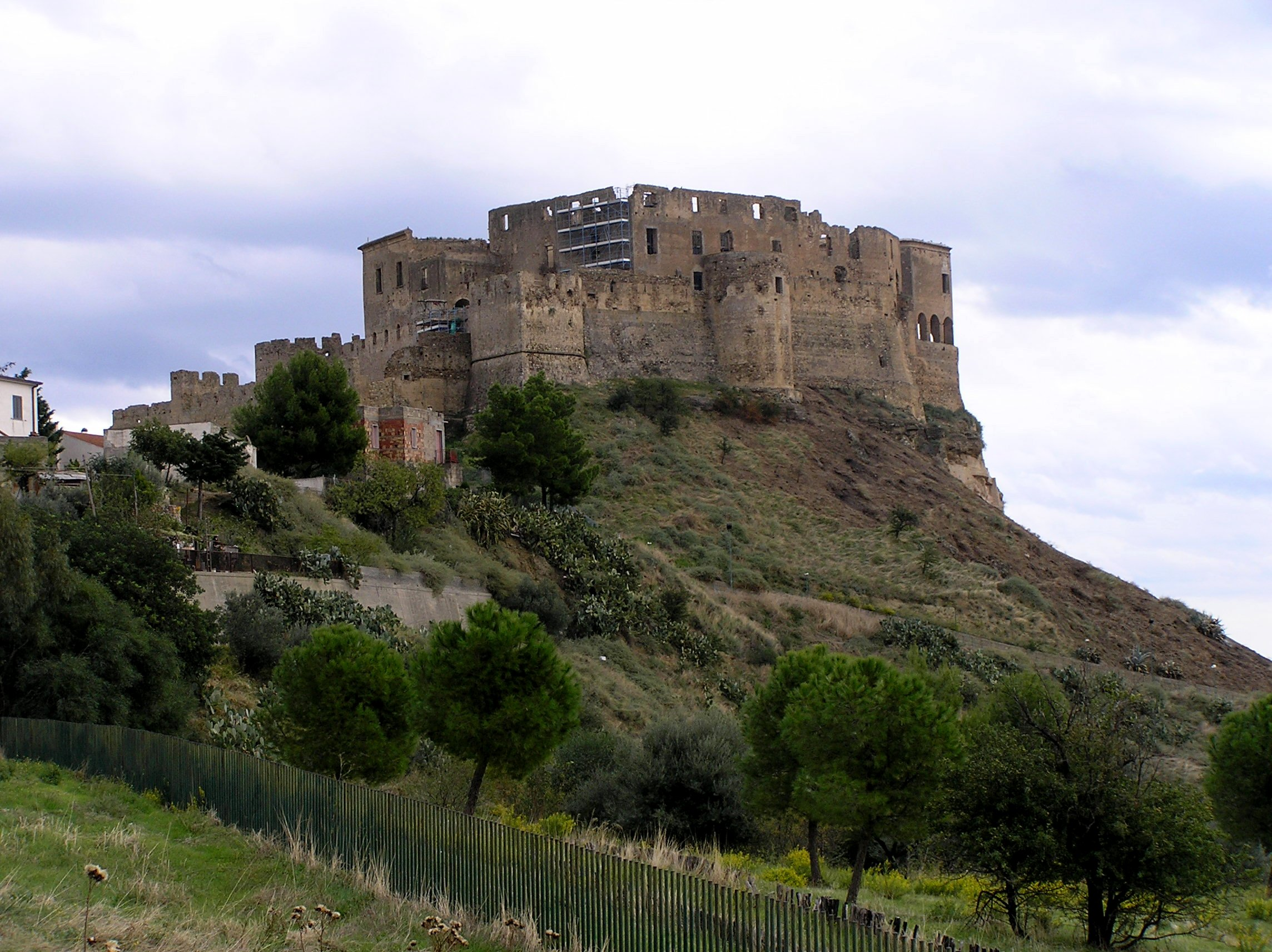
Die Burg Rocca Imperiale vom Landesinneren aus
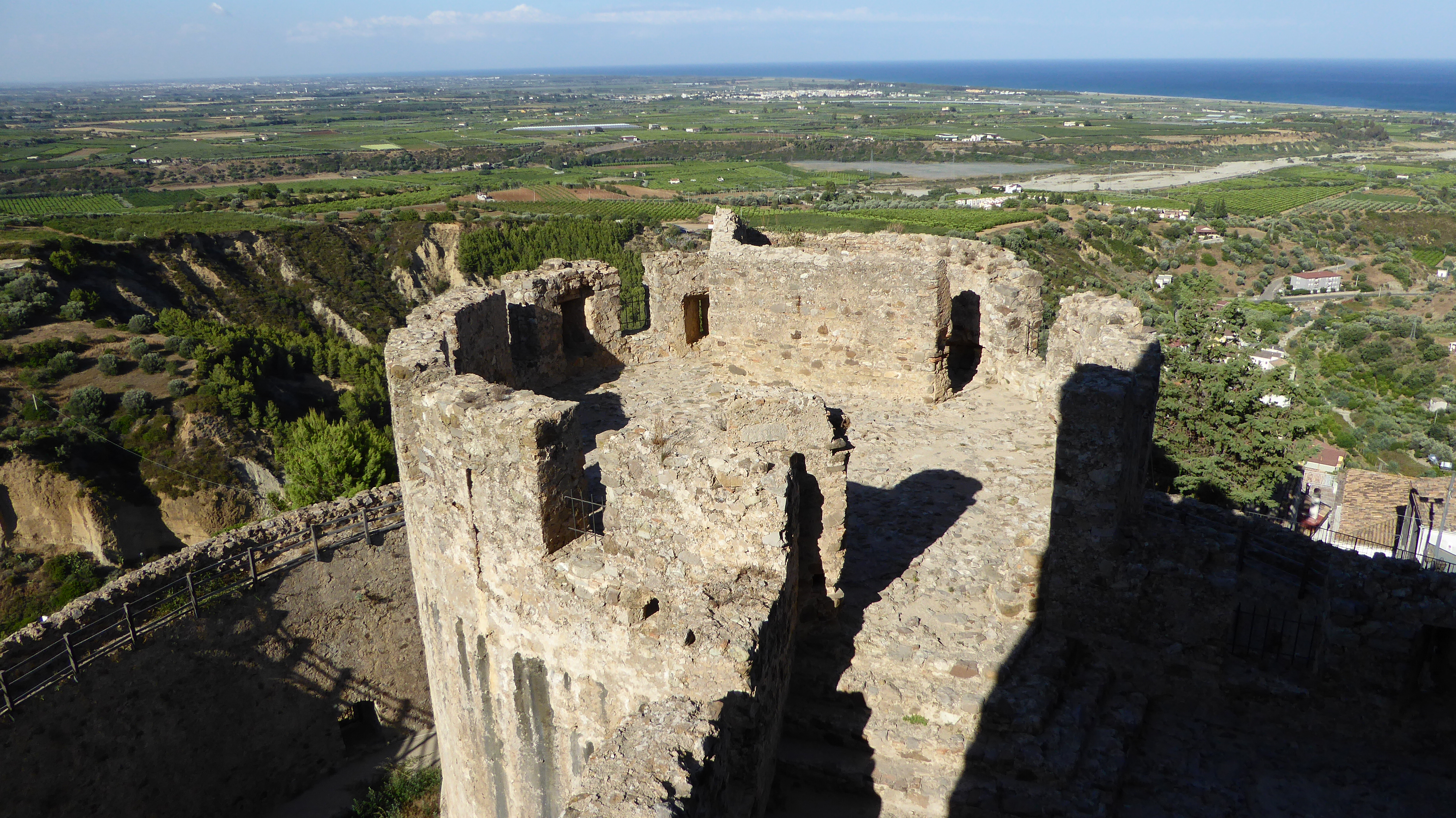
Innenansicht in der Burg